# Franc Pernišek
Franc Pernišek, slovenski izseljenec v Argentini, pisatelj in  publicist, * 23. november 1907, Radeče, † 7. junij 1999, Buenos Aires, Argentina.

## Življenjepis
Pernišek je srednjo šolo obiskoval v Celju in Veržeju ter nato služboval v tajništvu Orlovske zveze v Ljubljani. Kot član Narodnega odbora Katoliške akcije za ljubljansko škofijo je 1937 izdal brošuroZakaj nismo krščanski socialisti? Med drugo svetovno vojno je kot propagandist in predavatelj za protikomunistične sestanke pisal časopisne članke. Ob koncu vojne se je umaknil na Koroško, ter se 1949  odselil v Argentino, kjer je posta tajnik Društva Slovencev v Buenos Airesu. Leta 1957 se je preselil v Castelar, kjer je deloval  v društvu Pristava ter objavljal v publikacijah: Družbena pravda, Glas s Pristave, Zbornik Svobodne Slovenije. Leta 1989 je v Buenos Airesu izdal knjigo Zgodovina slovenskega Orla.